# 17224 Рандоросс
17224 Рандоросс (17224 Randoross) — астероїд головного поясу, відкритий 5 лютого 2000 року.
Тіссеранів параметр щодо Юпітера — 3,532.